# 香本
香本（こうほん）は、かつて存在したと考えられる『源氏物語』の写本である。

## 概要
平瀬本や大島河内本といった鎌倉時代に書写されたいくつかの『源氏物語』の写本の奥書・注記や、『異本紫明抄』や『仙源抄』といった鎌倉時代から室町時代にかけて成立したいくつかの注釈書において言及されている写本であり、源親行ら河内方が河内本を作るに当たって校合の対象とした21の写本の一つであると考えられる。『仙源抄』において「香本 左京権大夫香表紙本也」とされていることから、香本の「香」とは青表紙本（＝定家本）や黄表紙本（堀川左大臣俊房本）などと同じく写本の表紙が「香色」（＝香ぞめの黄ばんだうす赤い色）であることを意味する命名であると思われる。

## 「香本」が現れる文献
「香本」なる名称は以下のような文献に現れる。
- 平瀬本「横笛」巻奥書
「本云
貞応二年六月十四日校合了
建長二年卯月廿三日朱点了
同廿四日一校了
同五月六日又校合了
同十二日又校合了
又以他三本校了者可為証本
又以武衛本校了
又以香本一校了
建長六年五月二日又校了 無不審」[2]

なお、同じ平瀬本手習巻の奥書に
- 「本云
以三本逐一校而巳
後日花本俊本古本高本愚本修一校了可謂証本而巳」[3]

とある「高本」について、「香本」と同じ本を指すのではないかとの見解も存在している。
- 『仙源抄』「さふらふときこえ給」の条
「浦々のまきは中宮に〃〃香本左京権大夫香表紙本也にはさふらはせ給へとあり」
この記述について池田亀鑑は、『仙源抄』の著者である長慶天皇が直接「香本」を見たのではなく、『仙源抄』の元になった『水原抄』に香本についての校異の記述が存在しており。それを元に記述したのであろうとしている[4]。
- 『光源氏物語抄』（『異本紫明抄』）
  - 絵合巻
「かのうら／＼のまき／＼は中宮にさふらふ」に「香本云かのうら／＼のまき中宮にさふらはせ給へと云事」と注記
  - 玉鬘巻
「まとゐはなれぬみもしそかし」の項目に
「まとゐそはなぬれかし
俊本五条三品禅門香本京北風本」と注記
  - 紅梅巻冒頭部分
巻序について「香本にたけかはこうはい」との注記
  - 浮舟巻
「きさらきの十日の程にト云事」に「香本にはきさらきのいつかとあり西円」と注記
- 大島河内本
  - 手習巻書き入れ注
「俊本 芭蕉ノウスキカコトシ香山馬三本葉ノウスキ花江同前」[5]
この他に「俊本 ウスニヒイロ三本ウスキニヒイロ」[5]との注記があるが、この「三本」について池田亀鑑は「江本・山本・馬本」の三本であろうとしたが寺本直彦は「香本・山本・馬本」の三本であろうとしている。
  - 東屋巻書き入れ注
「おそき」の項に「オソキオスキ香本古本」と注記[6]
- 前田家蔵伝慈寛筆本東屋巻
「おそき人」の項に「オソキオスキ香本古本」との注記がある[4]

## 本文
各種文献に見える「香本」の本文を現存するさまざまな写本の本文と比較してみるとは、以下のように青表紙本に近い場合や青表紙本とも河内本とも言い難い場合などがあり、現在の本文系統の区分にあてはめると「別本」に属する本文であるということが出来る本文である。
- 絵合巻 「かのうら／＼のまき中宮にさふらはせ給へ」
青表紙本の「かの浦々の巻は、中宮にさぶらはせたまへ」と「は」が無い以外は一致する
- 玉鬘巻 「まとゐそはなぬれかし」
大島本「まとひはなれぬみもしそかし」
尾州家本・高松宮家本「まとゐはなれぬみもしそかし」
保坂本「まとひそはなれぬみもしそかし」
麦生本・阿里莫本「まとひはなれぬみそもしそかし」
穂久邇文庫本「まとゐそはなれぬかし」
- 浮舟巻 「きさらきのいつか」
青表紙本・河内本「きさらきの十日」
陽明文庫本・高松宮家本「きさらきの廿日」
国冬本「きさらき廿日」
- 手習巻 「葉のうすき」
青表紙本・河内本「葉のうすきかことし」
高松宮家本・国冬本「はせうはのうすきかことし」
保坂本「はせうのうすきかことし」
桃園文庫本「はすのうきはのたまのことし」
陽明文庫本・池田本・阿里莫本「葉のうすきかことし」

## 巻序
『光源氏物語抄』紅梅巻冒頭には、「香本にはためかはこうはい」とあり、香本ではこの両巻の巻序が現在一般的な紅梅→竹河ではなく逆の竹河→紅梅となっていたとされる。
このような竹河→紅梅とする巻序を残す文献としては
- 故実書『簾中抄』の異本『白造紙』の巻名目録「源シノモクロク」
- 『源氏物語表白』
- 梗概書『源氏小鏡』
- 『源氏六十三首之歌』（島原松平文庫蔵）
- 『為兼卿遠所和歌』（宮内庁書陵部蔵）
（詠源氏物語巻名歌の一つ）[7]

といったものがあり、いずれも鎌倉時代に原型が成立したと見られるものであり、この時代に竹河→紅梅とする巻序が一定の勢力を持っていたことをうかがわせるものである。

## 左京権大夫
『仙源抄』において「香本」について「左京権大夫香表紙本也」と注記されていることについて、池田亀鑑は「左京権大夫」なる人物の所持本であることを意味するのだろうとした。池田利夫はこの「左京権大夫」は、藤原信実の子藤原為継（1206年 - 1265年）であろうとしたが、寺本直彦はこの「左京権大夫」について藤原為継である可能性を認めつつも、為継と同じく左京権大夫であった為継の父藤原信実である可能性の方が高いのではないかとしている。さらに寺本は、藤原為継とその父藤原信実が八条院に近い立場にあったことと竹河→紅梅となっている「香本」の巻序が平安時代末期の歌人藤原資隆が八条院のために著したとされている故実書『簾中抄』の異本の一つ「白造紙」等に見られる巻序と同じであることなどから、八条院の周辺に竹河→紅梅という巻序を持った伝本群が存在した可能性を想定している。